# Венлок и Мандевиль
Венлок и Мандевиль — официальные талисманы летних Олимпийских и Паралимпийских игр 2012 в Лондоне в Великобритании.
Талисманы были обнародованы 19 мая 2010 года, и это был второй раз (после Ванкуверских Мига, Куатчи, Суми и Мукмук), когда Олимпийские и Паралимпийские талисманы были обнародованы одновременно. Талисманы были созданы и разработаны компанией Iris, лондонским креативным агентством. Венлок и Мандевиль — это две анимированные капли стали со сталелитейного завода в Болтоне. Венлок назван в честь города Мач-Венлок в графстве Шропшир, где были проведены соревнования-предшественники современных Олимпийских игр, а Мандевиль — в честь больницы Стоук-Мандевиля в графстве Бакингемшир, которая первоначально организовала Стоук-Мандевильские игры, ставшие предшественниками Паралимпийских игр.

## Описание
Согласно легенде, Венлок и Мандевиль были сформированы из капель от выплавки последних балок Олимпийского стадиона. Полированная сталь, являющаяся их кожей, позволяет им отражать личность и выступления людей, которые им встречаются. Один глаз талисманов символизирует объектив камеры, а жёлтые огни на их головах символизируют лондонское такси.

### Венлок
Имя Венлок происходит от названия города Мач-Венлок в английском графстве Шропшир, где общество Венлокских олимпийских ежегодных игр провело свои первые олимпийские игры в 1850 году, что в Великобритании считается источником вдохновения для современных Олимпийских игр. Венлок имеет пять браслетов дружбы на запястьях, каждый браслет имеет цвет олимпийского кольца (на правой руке — жёлтый и синий, на левой — чёрный, зелёный и красный, если считать от плеча). Три навершия на голове символизируют три места на подиуме. Рисунок на теле с логотипом игры символизирует весь мир, приехавший в Лондон в 2012 году. Форма передней части головы представляет форму крыши Олимпийского стадиона.

### Мандевиль
Имя Мандевиль взято от названия больницы Стоук-Мандевиль в одноимённой деревне в Эйлсбери в графстве Бакингемшир в Англии, которая в 1948 году организовала Стоук-Мандевильские игры, являвшиеся соревнованиями для раненых солдат. Они рассматриваются в Великобритании в качестве вдохновения для Паралимпийских игр.

## Анимация
Британский детский писатель Майкл Морпурго написал концепцию истории, использующей Венлока и Мандевиля, для создания анимационного фильма под названием «Из радуги» (англ. Out of a Rainbow) в лондонском офисе пекинской компании Crystal CG. Данный фильм был создан в качестве части общей серии проектов о талисманах в преддверии игр.
«Приключения на радуге», продолжение «Из радуги», были выпущены 1 марта 2011 года. Этот эпизод их истории был опубликован на страницах талисманов в твиттере и фейсбуке, а также на их веб-сайте. В этом видео появляются гости-олимпийцы: Филлипс Айдову, Шаназе Рид и Томас Дэйли; а также паралимпийцы: Элеанор Симмондс и Мандип Сехми.
В третьей части, «Спасение радуги», описывается следующее приключение талисманов, в котором они спасают радугу. Четвёртый и последний короткий эпизод, «Радуга на Играх», описывает последнее приключение парочки — как они готовятся к крупнейшим летним соревнованиям 2012 года.

## Комиксы
Венлок и Мандевиль появились в комиксе The Beano в номере 3601, и полоса, нарисованная Найджелом Паркинсоном и написанная Райном Гаваном, продолжала выпускаться до начала Олимпиады в июле 2012 года.

## Отзывы
После запуска талисманов Creative Review отметила: «Оба талисмана вполне в духе цифровых технологий. Нужно сказать, мы думаем, что они выглядят неплохо …». В других изданиях подобный дизайн был встречен с некоторым презрением. Один журналист предположил, что парочка была продуктом «пьяной ночи между телепузиками и далеками». Другие сравнивали талисманы с Иззи, талисманом летних Олимпийских игр 1996, критически принятым публикой. Также встречались сравнения с Кэнгом и Кодос из мультфильма «Симпсоны». Однако отмечалось, что дети из целевой аудитории (от 5 до 15 лет) найдут дуэт привлекательным.